# Newscream
newscream（ニュースクリーム）は、日本のコンプリケイティッドコア・バンド。

## メンバー
Hey the toomuch（ヘイザトゥーマッチ）
ボーカル/ベース担当。

Hero the burden（ヒーローザバーデン）
ギター/ボーカル担当。

Thisisforever（ディスイズフォーエバー）
ドラムス担当。

## 来歴
2009年
- Hey the toomuch、Hero the burdenを中心に東京で結成。

2020年
- 8月26日、コンプリケイティッドコアとしての1stソング『No one sucks at all』をYoutube上にリリース。